# Missing (I Miss You Like the Deserts Miss the Rain)
Missing (I Miss You Like the Deserts Miss the Rain), conosciuto anche come Missing, è un singolo del gruppo musicale statunitense No Mercy, pubblicato nel 1995 come primo estratto dal primo album in studio My Promise.

## Descrizione
La canzone, prodotta da Frank Farian, è una cover dell'omonimo brano degli Everything but the Girl del 1994.

## Successo commerciale
Il brano ha ottenuto un discreto successo negli Stati Uniti e in Europa.

## Tracce
CD-Maxi (MCI 74321 32425 2)
1. Missing (I Miss You Like the Deserts Miss the Rain) (Radio version) – 3:58
2. Missing (I Miss You Like the Deserts Miss the Rain) (Ibiza Club Mix) – 6:30
3. Missing (I Miss You Like the Deserts Miss the Rain) (Manumission Trance Mix) – 6:30
4. Missing (I Miss You Like the Deserts Miss the Rain) (Acapella Version) – 5:25

Promo - CD-Single (MCI SP 6338)
1. Missing (I Miss You Like the Deserts Miss the Rain) – 3:57
2. Where Do You Go (Manumission Mix 150 Bpm) – 5:33

## Classifiche
| Paese    | Posizione raggiunta |
| -------- | ------------------- |
| Svizzera | 9                   |
| Germania | 19                  |
| Francia  | 48                  |